# Emily Engstler
 (décembre 2024).
Le contenu est difficilement compréhensible vu les erreurs de traduction, qui sont peut-être dues à l'utilisation d'un logiciel de traduction automatique.
Emily Ann Engstler, née le 1er mai 2000 à New York, est une joueuse professionnelle américaine de basket-ball aux postes d'ailier et d'ailier fort.

## Biographie

### Carrière junior

#### Début et lycée
Emily Engstler est née le 1er mai 2000 dans le Queens, dans l’État de New York, de Marilyn et William Engstler, et a déménagé à Roosevelt Island à l’âge de huit ans. Elle a d’abord commencé à jouer au basket-ball à l’âge de trois ans et a grandi en jouant pour les équipes de l’Organisation catholique des jeunes garçons de la Resurrection Ascension Catholic Academy. Elle jouait aussi à des jeux de pick-up sur les terrains extérieurs situés en face de chez elle. Elle a modelé son jeu sur Elena Delle Donne et Kevin Durant. Au cours de sa première saison, Engstler a joué pour le lycée régional Christ the King dans le Queens, où sa mère avait joué au basketball. Après un an, elle a été transférée à l’école préparatoire St. Francis dans le Queens, où elle cherchait une meilleure adaptation académique et elle a passé sa deuxième année en raison des règles de transfert de la Catholic High School Athletic Association (CHSAA).
En tant que joueusse junior, elle a obtenu une moyenne de 19 points, 15,7 rebonds, 5,9 contres et 3,4 interceptions par match. Elle a enregistré le premier quadruple-double dans l’histoire de l’école, avec 27 points, 29 rebonds, 11 passes décisives et 10 contres, contre Nazareth Regional High School. Engstler a été nommé dans la sixième équipe de l’ensemble des États de l’État de New York (NYSSWA). Dans sa saison senior, elle a obtenu 18,3 points, 11,5 rebonds, 3,7 passes, 3,3 interceptions et 2,1 contres par match, recevant le titre de Joueur de l’année du New York Gatorade et les distinctions de la NYSSWA Class AA pour l’ensemble des équipes,. Elle a aidé son équipe à établir un record de 19-9 et à remporter le match pour le titre de la CHSAA de Brooklyn/Queens. Elle a été sélectionnée pour participer au McDonald's All-American Team et à la Jordan Brand Classic.

#### En université
Le 19 octobre 2017, elle s’est engagée à jouer au basketball universitaire pour l'université de Syracuse, refusant des offres de l’université d'Ohio State et de l'université de Miami. Elle a été attirée par l’école en raison de sa proximité avec son domicile et de son programme réputé dans le journalisme de radiodiffusion.
Emily Engstler est sortie du banc pendant sa première saison avec les Orange de Syracuse. Le 21 février 2019, elle a inscrit un record de 17 points, six rebonds, trois passes décisives et trois contres dans une victoire 90-63 contre les Panthers de Pittsburgh. En première année, Engstler a obtenu une moyenne de 4,9 points et 4,5 rebonds en 14,2 minutes par match. Avec le départ de Miranda Drummond, elle est entrée dans le cinq majeur au cours de sa deuxième saison. Le 20 décembre 2019, Engstler a inscrit 13 points, un record de la saison avec 17 rebonds et cinq passes décisives dans une victoire de 77-63 contre les Spartans de Michigan State. Le 5 janvier 2020, elle a inscrit un record de 22 points et 15 rebonds lors d’une victoire 74-63 contre les Fighting Irish de Notre Dame. En seconde année, Engstler a obtenu une moyenne de neuf points, 9,2 rebonds et 1,6 contres par match, ce qui lui permet d’être la meilleure équipe en rebonds et en contres. Elle a souffert de dépression pendant la saison. Engstler a amélioré son endurance et sa santé mentale en faisant de l’exercice régulièrement pendant le confinement de la pandémie de COVID-19 sous la direction de sa sœur aînée, Danielle. Elle a perdu environ 40 lb (18 kg) en hors saison à cause de l’exercice et des régimes,.

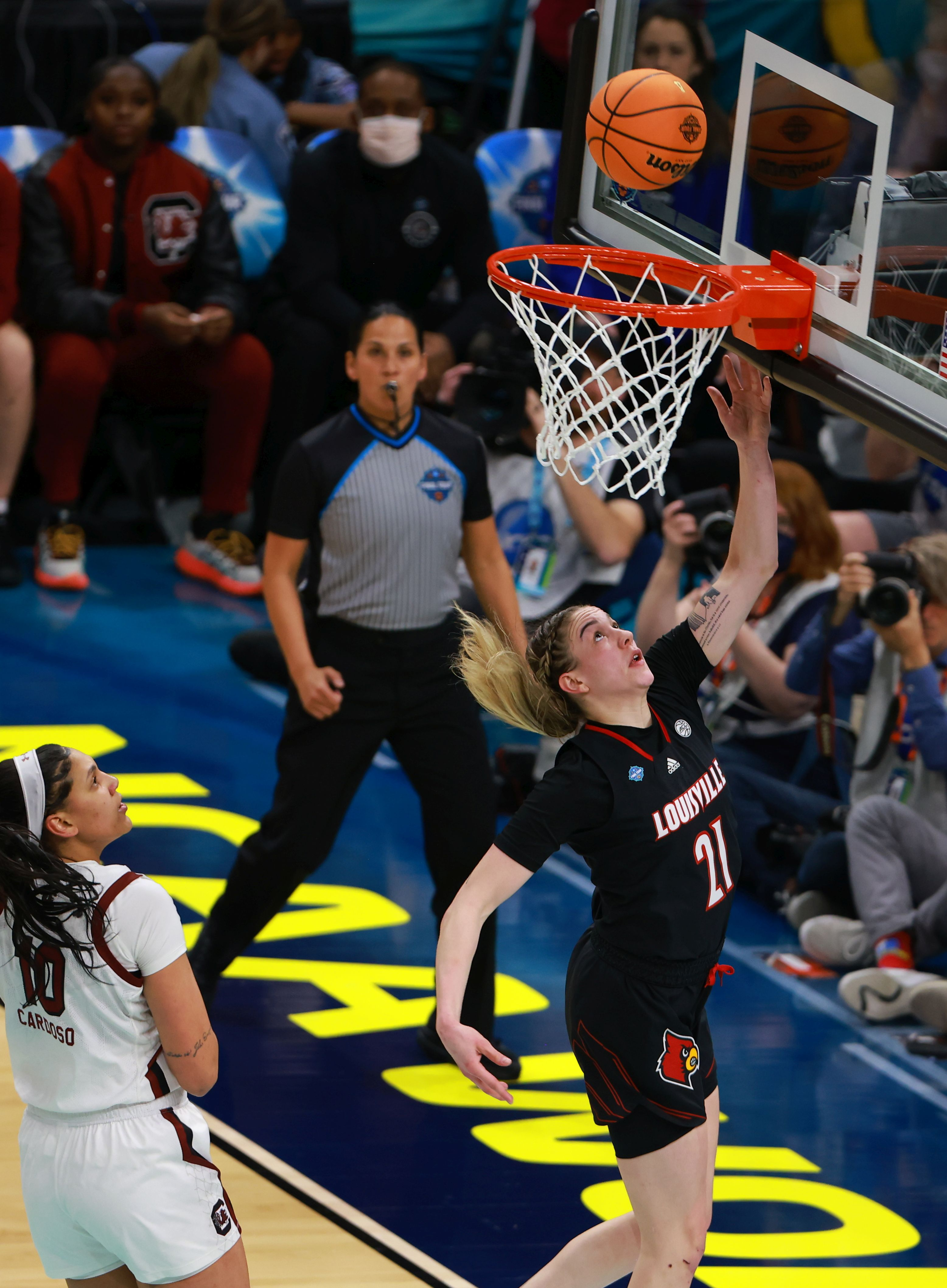
Emily Engstler avec les Cardinals de Louisville en 2022

Engstler est retournée à un rôle de remplaçante durant sa saison junior, mais est restée l’une des joueuses les plus productives de Syracuse. En quart de finale du tournoi ACC 2021, elle a remporté une victoire par buzzer dans un match nul 90-89 contre les Seminoles de Florida State. Elle a inscrit un record de 21 points et 10 rebonds dans une défaite de 72 à 59 contre les Cardinals de Louisville en demi-finale. Elle a été sélectionnée dans la all-tournament second team. En tant que joueuse junior, Engstler a obtenu une moyenne de 10,5 points et 9,1 rebonds par match, ce qui lui a valu le titre de ACC Co-Sixth Player of the Year honors. Elle a mené Syracuse en rebonds, interceptions et pourcentage de tirs de trois points.
Pour sa saison senior, Emily Engstler a été transférée à l'université de Louisville, étant attirée au programme par l’entraîneur-chef Jeff Walz (en). Le 2 janvier 2022, elle a fait un lay-up gagnant avec trois secondes à jouer dans une victoire de 50-48 contre les Yellow Jackets de Georgia Tech. Le 26 mars, Engstler a égalé son record de la saison de 20 points en remportant 10 rebonds lors d’une victoire de 76-64 contre les Volunteers du Tennessee au Sweet 16 du tournoi NCAA. Elle a aidé Louisville à atteindre le Final Four du tournoi. En tant que senior, Engstler a obtenu une moyenne de 11,9 points, 9,4 rebonds, 2,7 interceptions et 1,8 contre par match, et elle a été nommée dans la first-team All-Atlantic Coast Conference et All-Defensive Team. Le 29 mars, elle a déclaré qu’elle participerait à la draft WNBA de 2022, renonçant ainsi à son année supplémentaire d’admissibilité au collège accordée en raison de la pandémie de COVID-19.

### Carrière professionnelle
Emily Engstler est sélectionnée en 4e position lors de la draft WNBA 2022 par les Fever de l'Indiana.

#### En WNBA
Elle fait ses débuts le 8 mai 2022 face aux Sparks de Los Angeles en inscrivant 9 points, 6 rebonds et 2 passes décisives en 18 minutes de jeu. Elle établit son record avec 18 points le 13 août 2022 face aux Mystics de Washington. Pour sa saison rookie, elle réalise des performances moyennes de 5,2 points et 5,2 rebonds en 35 matchs disputés.
Avant le début du camp d'entraînement pour la saison WNBA 2023, elle est coupée par Indiana. Juste après avoir été coupée, elle rejoint le camp d'entraînement des Mystics de Washington mais elle n'est pas retenue dans l'effectif pour disputer la saison. Le 14 juin 2023, elle signe un contrat court avec le Lynx du Minnesota pour compenser la blessure de Jessica Shepard (en). Elle dispute 12 matchs avant de quitter le Lynx au début du mois août 2023, au retour de Jessica Shepard.
En février 2024, elle rejoint le camp d'entraînement des Mystics de Washington. Elle débute la saison WNBA 2024 avec les Mystics le 19 mai 2024 face au Storm de Seattle en inscrivant 4 points et 1 rebond en 6 minutes de jeu. Elle inscrit 23 points, améliorant son record en carrière, face aux Wings de Dallas, le 22 juin 2024. Le 4 septembre 2024, elle réalise le premier double-double de sa carrière avec 19 points et 10 rebonds face aux Wings de Dallas. Elle dispute 32 matchs pour des moyennes par match de 6,2 points et 4 rebonds.

#### Hors WNBA
Après la saison WNBA 2022, elle rejoint la Ligue féminine de basket et le club du Flammes Carolo Basket pour la saison 2022-2023.
En juin 2024, elle s'engage dans le championnat israélien avec le Hapoël Lev Jérusalem pour la saison 2024-2025.

## Palmarès et Distinctions

### Palmarès
Néant.

### Distinctions personnelles
- McDonald's All-American Team (2018)
- MVP du Jordan Brand Classic (2018)
- ACC all-tournament second team (2021)
- ACC Co-Sixth Player of the Year (2021)
- ACC first-team All-Atlantic Coast Conference (2022)
- ACC All-Defensive Team (2022)

## Statistiques

### En universitaire
| Gras/Meilleures performances | [ 44 ] |

| Saison                    | Équipe                    | MJ  | M5 | Min  | %T   | %3   | %LF  | Rb  | PD  | Int | Ctr | BP  | F   | Pts  |
| ------------------------- | ------------------------- | --- | -- | ---- | ---- | ---- | ---- | --- | --- | --- | --- | --- | --- | ---- |
| 2018-2019                 | Orange de Syracuse        | 29  | 0  | 14,3 | 41,3 | 25,4 | 62,5 | 4,5 | 1,4 | 0,9 | 1,2 | 2,1 | 1,8 | 4,9  |
| 2019-2020                 | Orange de Syracuse        | 31  | 31 | 29,3 | 37,3 | 33,3 | 69,2 | 9,2 | 2,8 | 1,1 | 1,6 | 2,9 | 2,3 | 9,0  |
| 2020-2021                 | Orange de Syracuse        | 22  | 5  | 29,9 | 41,7 | 37,1 | 53,1 | 9,1 | 1,9 | 1,8 | 1,6 | 2,0 | 2,0 | 10,5 |
| 2021-2022                 | Cardinals de Louisville   | 34  | 34 | 26,3 | 46,1 | 37,2 | 62,9 | 9,4 | 2,3 | 2,7 | 1,8 | 2,6 | 2,9 | 11,9 |
| Total : moyenne par match | Total : moyenne par match |     |    | 24,8 | 41,9 | 33,7 | 61,7 | 8,1 | 2,1 | 1,7 | 1,6 | 2,5 | 2,3 | 9,1  |
| Totaux                    | Totaux                    | 116 | 70 | 2873 | 415  | 112  | 119  | 936 | 246 | 192 | 181 | 285 | 265 | 1061 |

### En WNBA
| Gras/Meilleures performances | [ 45 ] |

#### En saison régulière
| Saison                    | Équipe                    | MJ | M5 | Min  | %T   | %3   | %LF  | Rb  | PD  | Int | Ctr | BP  | F   | Pts |
| ------------------------- | ------------------------- | -- | -- | ---- | ---- | ---- | ---- | --- | --- | --- | --- | --- | --- | --- |
| 2022                      | Fever de l'Indiana        | 35 | 6  | 18,2 | 39,6 | 35,6 | 55,3 | 5,2 | 1,5 | 0,8 | 1,1 | 1,4 | 3,1 | 5,2 |
| 2023                      | Lynx du Minnesota         | 12 | 0  | 7,8  | 38,1 | 28,6 | 37,5 | 2,4 | 0,6 | 0,4 | 0,1 | 0,8 | 0,7 | 1,8 |
| 2024                      | Mystics de Washington     | 32 | 3  | 14,5 | 49,4 | 47,4 | 81,8 | 4,0 | 1,5 | 0,6 | 0,8 | 0,7 | 1,5 | 6,2 |
| Total : moyenne par match | Total : moyenne par match |    |    | 15,1 | 43,7 | 41,3 | 61,8 | 4,3 | 1,3 | 0,6 | 0,8 | 1,0 | 2,1 | 5,1 |
| Totaux                    | Totaux                    | 79 | 9  | 1195 | 156  | 45   | 42   | 338 | 105 | 51  | 65  | 80  | 167 | 399 |

- Double-double : 1
- Triple-double : 0